# They/Them
They/Them (auszusprechen: They-slash-Them) ist ein amerikanischer LGBT-Slasher-Film, der von Blumhouse produziert sowie von Theater- und Drehbuchautor John Logan geschrieben als auch in seinem Regiedebüt inszeniert wurde.
Der Film wurde am 5. August 2022 bei Peacock veröffentlicht.

## Titel
Der Titel des Films ist They-slash-Them auszusprechen, also mit Explizierung des Schrägstrichs. Er verweist auf das singulare Pronomen „they“, das von nichtbinären Personen als geschlechtsneutral verwendet wird. Pronomina einer Person werden mit zwei Formen getrennt durch einen Schrägstrich angegeben. Das Sprechen des slash (was als Nomen „Schrägstrich“ bedeutet, als Verb „(auf)schlitzen“) ist des Weiteren ein Wortspiel zum Slasher-Film.

## Handlung
Der Film spielt in Whistler Camp, einem Lager zur Konversionstherapie, mit dem Besitzer Owen Whistler LGBT-Jugendliche umzuerziehen versucht. Während einer einwöchigen Behandlung aus psychologischer Folter tritt zudem ein unbekannter Killer auf.

## Entstehung und Produktion

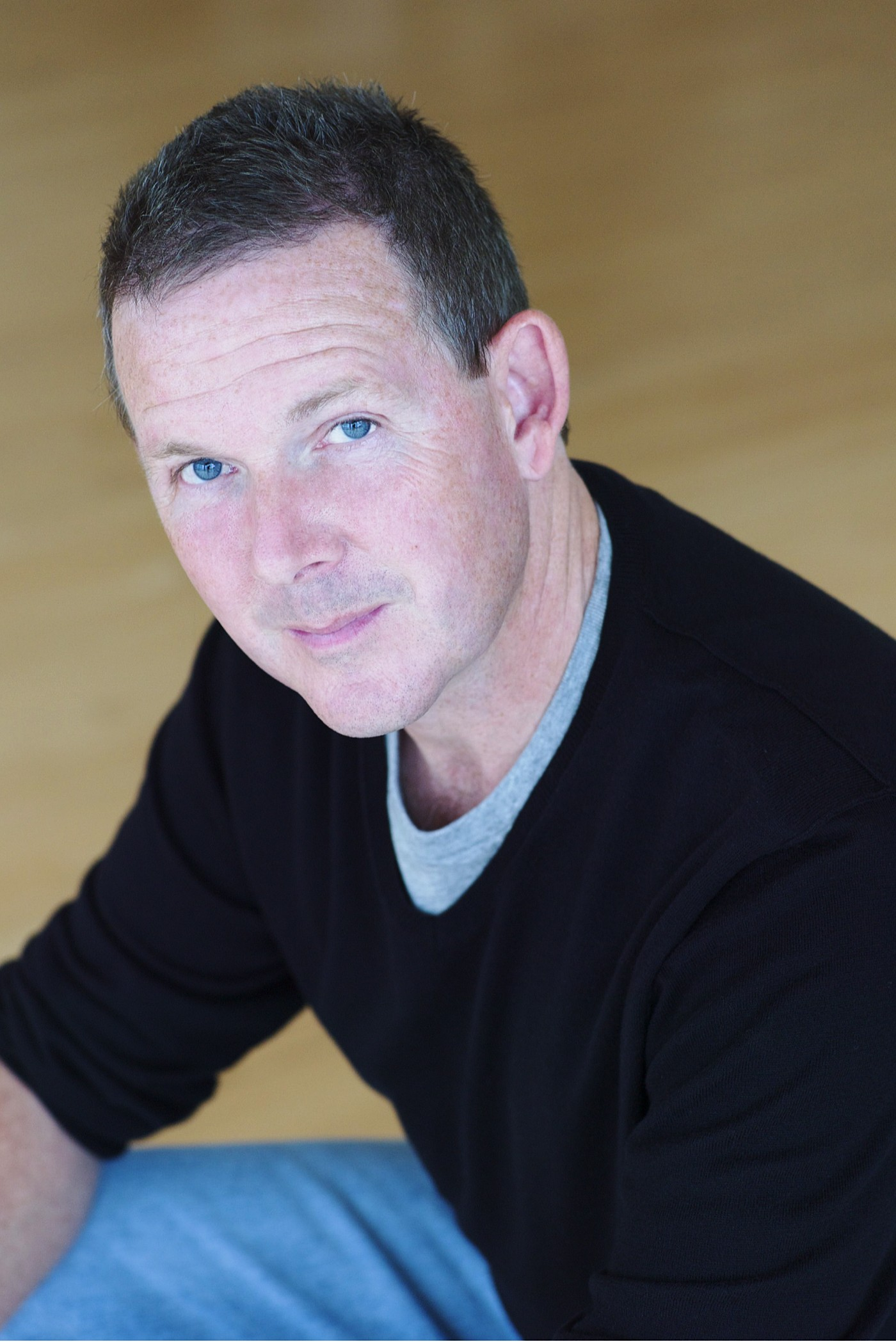
John Logan, Drehbuchautor und Regisseur des Films

John Logan hatte die Idee zu dem Film und schrieb das Drehbuch alleine auf gut Glück. Logan erklärte die Idee: „They/Them hat mein ganzes Leben in mir gekeimt. Ich habe Horrorfilme geliebt, so lang ich mich erinnern kann, ich denke weil Monster das Andere repräsentieren, und als schwules Kind fühlte ich eine kraftvolle Verwandtschaft mit den Figuren, die anders, geächtet oder verboten waren. Ich wollte einen Film machen, der Queerness zelebriert, mit Figuren, wie ich sie nie gesehen hatte, als ich aufwuchs.“ („They/Them has been germinating within me my whole life. I’ve loved horror movies as long as I can remember, I think because monsters represent ‘the other’ and as gay kid I felt a powerful sense of kinship with those characters who were different, outlawed, or forbidden. I wanted to make a movie that celebrates queerness, with characters that I never saw when I was growing up.“)
Als Jason Blum das Drehbuch las, sagte dieser sogleich, dass er es liebe und realisieren wolle. Blum hatte zuvor die 2021 erschienene Dokumentation Pray Away mitproduziert über die umstrittene Konversionstherapie, mit der homosexuelle Kinder „umerzogen“ werden sollen. Auf diese gefährliche Praxis aufmerksam zu machen, sei ein Thema, das ihm am Herzen liege, weswegen er hoffe, dass es durch einen Spielfilm mehr Zuschauer erreiche. Er kommentierte dazu: „Ich finde es außergewöhnlich, dass es so etwas in den Vereinigten Staaten gibt. Ich finde es einfach unglaublich und ich denke, es ist schrecklich. Es sollte illegal sein. Es sollte nicht erlaubt sein. Das Leid, das diese Kinder erleiden, ich finde es einfach sehr traurig.“ („I find it extraordinary that in the United States that exists. I just find it unbelievable. And I think it's horrible. It should be illegal. It should not be allowed. The misery that these kids suffer going through it, I just find it very sad.“)
Logan gibt mit dem Film zusätzlich auch sein Regiedebüt. Er hatte zunächst selbst nicht daran gedacht, das Projekt anzuführen, aber fühlte sich während des Schreibens des Drehbuchs damit verbunden und wurde von Blum dazu ermuntert, auch Regie zu führen. Zur Vorbereitung sprach Logan mit Überlebenden von Konversionstherapien, die alle gesagt hätten, das schlimmste an diesen sei der psychologische Aspekte gewesen, dass ihre Identität an sich angegriffen wurde. Die Rolle des Campleiters schrieb er von Anfang an mit der Stimme Kevin Bacons im Kopf, der die Rolle auch erhielt.
Kevin Bacon fungiert neben Scott Turner Schofield auch als Executive Producer. Alle queere Figuren sind durch Schauspieler besetzt, die in ihrer eigenen Sexualität und Geschlechtsidentität mit ihrer Figur übereinstimmen. Logan arbeitete eng mit Schofield, der ein Berater bei der Organisation Gay and Lesbian Alliance Against Defamation (GLAAD) ist, und den Schauspielern Theo Germaine und Quei Tann zusammen, um besser die modernen Themen und Vielfalt der LGBT-Gemeinde im Jahr 2022 zu erfassen, etwa was trans und nichtbinäre Personen erleben. Schofield habe ihm auch bei der Arbeit an intimen Szenen geholfen.
Die Dreharbeiten für den Film in Georgia begannen im September 2021. Sie fanden im Camp Rutledge des Hard Labor Creek State Park bei der Stadt Rutledge statt.

## Veröffentlichung
Der Film wurde am 5. August 2022 bei Peacock veröffentlicht. Zuvor fand die Premiere am 24. Juli beim LGBT-Filmfestival Outfest in Los Angeles statt.